# Lijst van voetbalinterlands Costa Rica - Tsjechië
Deze lijst van voetbalinterlands is een overzicht van alle officiële voetbalwedstrijden tussen de nationale teams van Costa Rica en Tsjechië. De landen speelden tot op heden een keer tegen elkaar: een vriendschappelijke wedstrijd op 30 mei 2006 in Jablonec nad Nisou. Voor beide teams was dit een oefenwedstrijd in de voorbereiding op het Wereldkampioenschap voetbal 2006.

## Wedstrijden
| № | Plaats             | Datum       | Competitie        | Wedstrijd             | Uitslag |
| - | ------------------ | ----------- | ----------------- | --------------------- | ------- |
| 1 | Jablonec nad Nisou | 30 mei 2006 | Vriendschappelijk | Tsjechië – Costa Rica | 1 – 0   |

## Samenvatting
| Competitie        | Totaal gespeeld | Winst Costa Rica | Gelijk | Winst Tsjechië | Doelsaldo Costa Rica – Tsjechië |
| ----------------- | --------------- | ---------------- | ------ | -------------- | ------------------------------- |
| Vriendschappelijk | 1               | 0                | 0      | 1              | 0 − 1                           |
| Totaal            | 1               | 0                | 0      | 1              | 0 − 1                           |

Wedstrijden bepaald door strafschoppen worden, in lijn met de FIFA, als een gelijkspel gerekend.